# Профилометр

Контактный профило́метр — прибор, предназначенный для измерения неровностей поверхности. Для оценки неровности поверхности часто используют специальный показатель — шероховатость поверхности. Типичный профилометр содержит шкалу, на которой и отсчитываются значения показателя шероховатости поверхности.
В технике профилометры в основном предназначены для измерений в лабораторных и цеховых условиях машиностроительных, приборостроительных и других предприятий, а также в полевых условиях, шероховатости поверхностей изделий, сечение которых в плоскости измерения представляет прямую линию.
Измерение параметров шероховатости поверхности производится по системе средней линии в соответствии с номенклатурой и диапазонами значений, предусмотренными ГОСТ 2789-73.

## История возникновения и устройство
Профилометры появились во 2-й половине 30-х годов XX века одновременно со схожими приборами профилографами.
Контактный профилометр имеет датчик, оборудованный алмазной иглой. Алмазная игла перемещается перпендикулярно проверяемой поверхности, а датчик генерирует сигналы. Сигналы, полученные от датчика, проходят через электронный усилитель, обработка нескольких сигналов позволяет получить усреднённый параметр шероховатости поверхности — усреднённый показатель количественно характеризует неровности поверхности в расчёте на определённую длину.

## Виды контактных профилометров
- Профилометр с постоянной трассой интегрирования
- Профилометр со скользящей трассой интегрирования
- Профилометр с механотронным преобразователем (завод «Калибр»)